# Alexandrosz Polühisztór
Alexandrosz Polühisztór (ógörögül: Ἀλέξανδρος ὁ Πολυΐστωρ; Kr. e. 100 körül – Kr. e. 40 körül) ókori görög történetíró.

## Élete
A káriai Mindosz városából származott. Pergamonban tanult, majd mint hadifogoly került Rómába Sulla idejében. Itt Cornelius Lentulus megvette, majd szabadon bocsátotta. Nyelvészeti, földrajzi, és történelmi műveket (pl. Róma történetéről 5 könyvet), valamint A zsidókról (ógörögül: Περὶ Ιονδαίων) címmel a zsidókról is írt. Legtöbb könyve nem maradt fenn, csak későbbi kivonatok belőlük. Több fiatal római nála tanult, mint például Hyginus.